# Roch Valin
Pour les articles homonymes, voir Valin.
Roch Valin (1918-2012) est un linguiste canadien.

## Biographie
Il est le fondateur du département de linguistique de l'Université Laval, ainsi que le légataire testamentaire des manuscrits de Gustave Guillaume, et son épigone. Il est lié à la postérité du guillaumisme. Il est le fondateur du Fonds Gustave Guillaume, organisme dédié à la publication de l'œuvre de Gustave Guillaume.

## Publications
- Esquisse d'une théorie des degrés de comparaison, Québec, Presses de l'Université Laval, Cahier Linguistique Structurale 2, 1952, 20 p.
- Petite introduction à la psychomécanique du langage, Québec, Presses de l'Université Laval, Cahiers de Linguistique Structurale 3, 91 p. (1954)
- Application à un problème particulier l'imparfait d'indicatif latin et ses emplois de la méthode d'analyse pratiquée en psychosystématique du langage, in : SIVERSTEN, E. (dir.), Prooceedings of the eight international Congress of Linguistics, Oslo, University Press, p. 838-841. (1958)
- Qu'est-ce qu'un fait linguistique?, Le Français moderne, 27, 1, p. 85-93. (1959)
- Introduction, in : GUILLAUME, G., Langage et principes théoriques, Paris - Québec, Klincksieck - Presses de l'Université Laval, p. 7-24. (1964)
- La Méthode comparative en linguistique historique et en psychomécanique du langage, Québec, Presses de l'Université Laval, Cahiers de Psychomécanique du Langage 6, 57 p. (1964)
- La méthode comparative en linguistique historique et en psychomécanique du langage, in : STRAKA, G. (dir.), Actes du 10e Congrès international de linguistique et philologie romanes, Strasbourg, 1962, Paris, Klincksieck, vol. 1, p. 97-111. (1965)
- Avant-propos, in : GUILLAUME, G., Temps et Verbe suivi de L'Architectonique du temps dans les langues classiques, Paris, Champion, 2e éd., p. 11-21. (1965)
- Les aspects du verbe français, in : Omagiu lui Alexandru Rosetti, Bucuresti, Editura Academie Republicli Socialiste România, p. 967-975. (1965)
- D'une difficulté inhérente à l'analyse du présent français, in Travaux de Linguistique et de Littérature, (Mélanges de Linguistique et de Philologie romanes offerts à Monseigneur Pierre Gardette), 4, 1, p. 485-493. (1966)
- Grammaire et logique : du nouveau sur l'article, in Travaux de Linguistique et de Littérature, 5, p. 61-74. (1967)
- Des conditions d'existence d'une science du mentalisme linguistique, in Les Langues Modernes, 62, 3, p. 297-309. (1968)
- Avertissement, in : GUILLAUME, G., Leçons de linguistique de Gustave Guillaume, 1948-1949, série A, Québec - Paris, Presses de l'Université Laval - Klincksieck, p. 49-67. (1971)
- Introduction, in : GUILLAUME, G., Leçons de linguistique de Gustave Guillaume, 1948-1949, série A, Québec - Paris, Presses de l'Université Laval - Klincksieck, p. 9-58. (1971)
- Avant-propos, in : VALIN, R. (dir.), Principes de linguistique théorique de Gustave Guillaume, Québec - Paris, Presses de l'Université Laval - Klincksieck, p. 7-15. (1973)
- Psychomécanique du langage : Perspectives, in : DE VRIENDT, S. et al., Grammaire générative et psychomécanique du langage, Bruxelles et Paris, p. 275-287. (1975)
- The Aspect of the French Verb, in : HIRTLE W.H., Time, Aspect and the Verb, Québec, Presses de l'Université Laval, p. 131-145. (1975)
- Problématique du changement linguistique et psychosystématique du langage, in Travaux de linguistique et de littérature, (Hommage à la mémoire de Gérard Moignet), 18, 1, p. 249-268. (1980)
- Le possible et le réel dans le langage, in The Canadian Journal of Linguistics / La Revue canadienne de linguistique, 26, 2, p. 195-212. (1981)
- Perspectives psychomécaniques sur la syntaxe, Québec, Presses de l'Université Laval, Cahiers de psychomécanique du langage, 96 p. (1981)
- Histoire d'une vocation scientifique : les imprévus d'un destin, in Langues et linguistique, Université Laval, Québec, 8, 1, p. 19-43. (1982)
- Les entours linguistiques du concept, in : DANEK, J. (dir.), Vérité et Ethos. Recueil commémoratif dédié à Alphonse-Marie Parent, Québec, Presses de l'Université Laval, p. 117-133. (1982)
- Réflexions sur la norme, in : BÉDARD, E. et MAURAIS, J. (dirs), La norme linguistique, Gouvernement du Québec, Conseil de la langue française, Québec, p. 789-795. (1983)
- Pour une phénoménologie vraie du langage, in Modèles linguistiques, 6, 2, p. 11-26. (1984)
- Centenaire d'une naissance : Gustave Guillaume (1883-1960), in Historiographia Linguistica, 12, 1-2, p. 85-104. (1985)
- Fonction de l'imaginaire dans la construction du langage, in : DE KONINCK, T. et MORIN, L. (dirs), Urgence de la philosophie. Actes du Colloque du cinquantenaire de la Faculté de Philosophie, Université Laval, 1985, Québec, Presses de l'Université Laval, p. 307-324. (1986)
- L'incidence interne : une évidence, in Les Cahiers de Fontenay (Mélanges offerts à Maurice Molho), 46-47-48, vol.3, p. 371-385. (1987)
- Fonction ordinatrice du temps opératif, in Cahiers de praxématique, 7, 1986, p. 19-27. (1988)
- Langage, imaginaire et réalité, in : BENEZECH, J.-L. et al., Hommage à Bernard Pottier, Paris, Klincksieck, vol. 2, p. 787-797. (1988)
- Le génitif-accusatif des masculins animés dans les langues slaves : essai d'explication psychomécanique, in : Claire Blanche-Benveniste, A. Chervel, et Maurice Gross, (dirs), Grammaire et histoire de la grammaire. Hommage à la mémoire de Jean Stéfanini, Université de Provence, Publications de l'Université de Provence, p. 437-454. (1988)
- Le langage au prisme de la science. Essai d'épistémogénèse, Québec - Paris, Presses de l'Université Laval - Klincksieck, 1997, 149 p. (1988)
- L'homme et son langage : ce que parler veut dire, in : LEBEL, M. (dir.), Mélanges offerts au Cardinal Louis-Albert Vachon, Québec, Presses de l'Université Laval, p. 550-559. (1989)
- L'envers des mots. Analyse psychomécanique du langage, Québec et Paris, Presses de l'Université Laval et Klincksieck, 396 p. (1994)
- Psychomécanique du langage et linguistique, in Kalimat Al-Balamand, 3, p. 45-50. (1996)
- The Conditions for a Science of the Mental Processes of Language, in : TOLLIS, F. (dir.), LynX. The Psychomecanics of Language and Guillaumism, vol. 5, p. 46-56. (1996)
- Guillaumismus / Guillaumisme, in : HOLTUS, G., METZELTIN, M., et SCHMITT, C. (dirs), Lexikon der Romanistischen Linguistik, vol. I, 1 Geschichte des Faches Romanistik. Methodologie (Das Sprachsystem) / Histoire de la philologie romane. Méthodologie (Langue et système), Tübingen, Niemeyer, p. 307-313. (2001)